# Цимозное соцветие

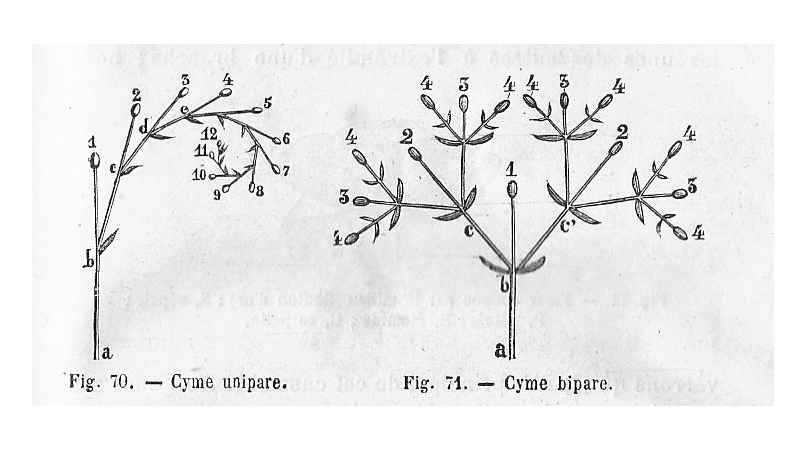
Цимоидное соцветие. Монохазий (завиток) и дихазий

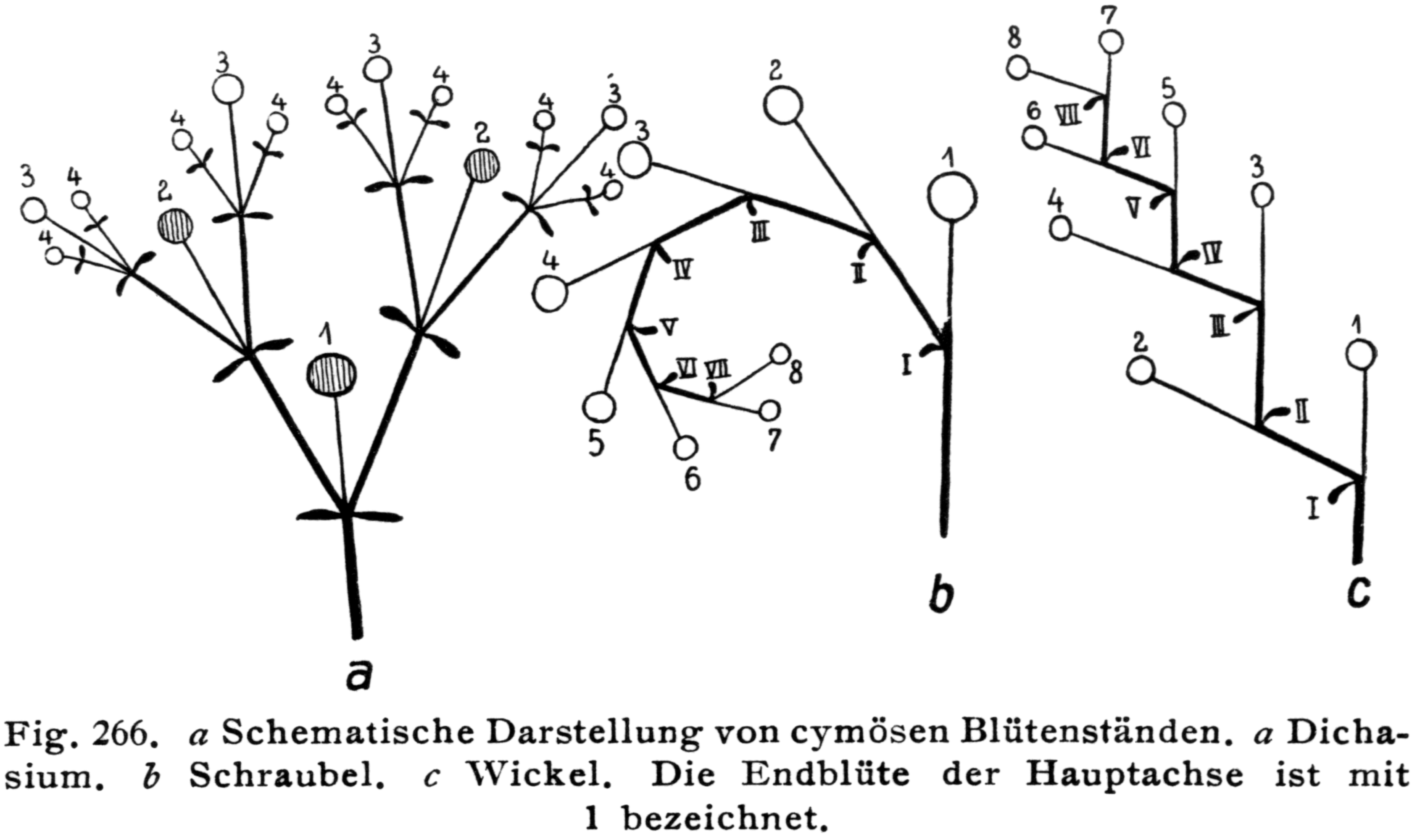
a — дихазий, b — завиток, с — извилина

Цимо́зное соцве́тие, или цимоидное соцветие (от греч. κυμα — волна, от лат. cyma — полузонтик), также верхоцветное соцветие, закрытое соцветие, симподиальное соцветие — сложное соцветие, нарастающее симподиально (то есть за счёт боковых побегов, растущих в том же направлении) и представляющее собой совокупность равнозначных осей возрастающего порядка, каждая из которых завершается верхушечным цветком. 
В зависимости от числа боковых осей различают следующие цимозные соцветия:
- монохазий (одна боковая ось — например, у бурачниковых),
- дихазий (две боковых оси — например, у гвоздичных),
- плейохазий (более двух боковых осей); иногда используют термин трихазий (три боковых оси — например, у арктерики) и тетрахазий (четыре боковых оси).

Сложные монохазии делят на извилины и завитки. У извилины происходит чередование стороны отхождения очередного побега, поэтому ось «виляет» из стороны в сторону как синусоида, а у завитка каждый очередной побег отходит с одной стороны, поэтому основная ось закручивается по спирали. 

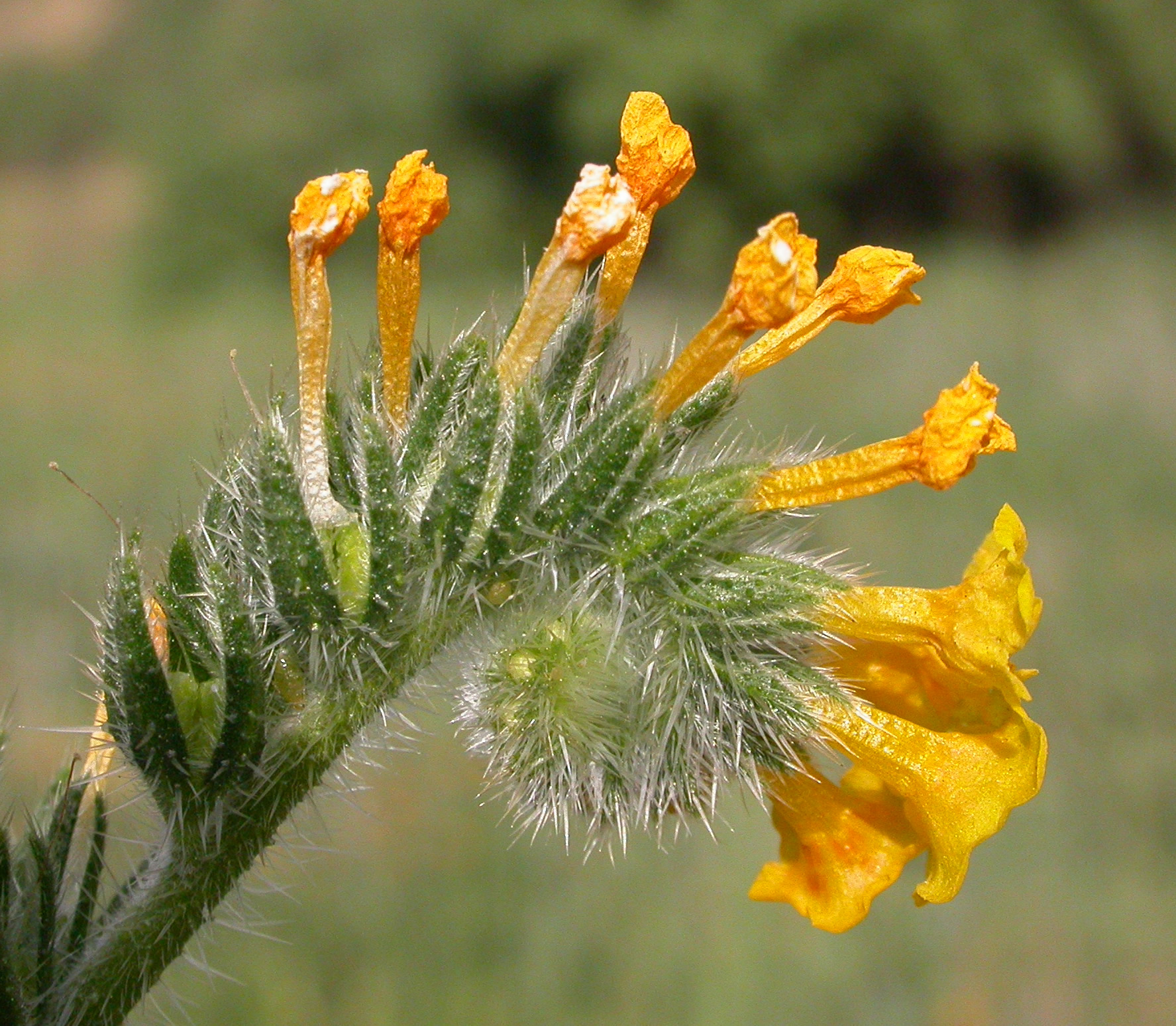
Завиток Amsinckia menziesii var. intermedia
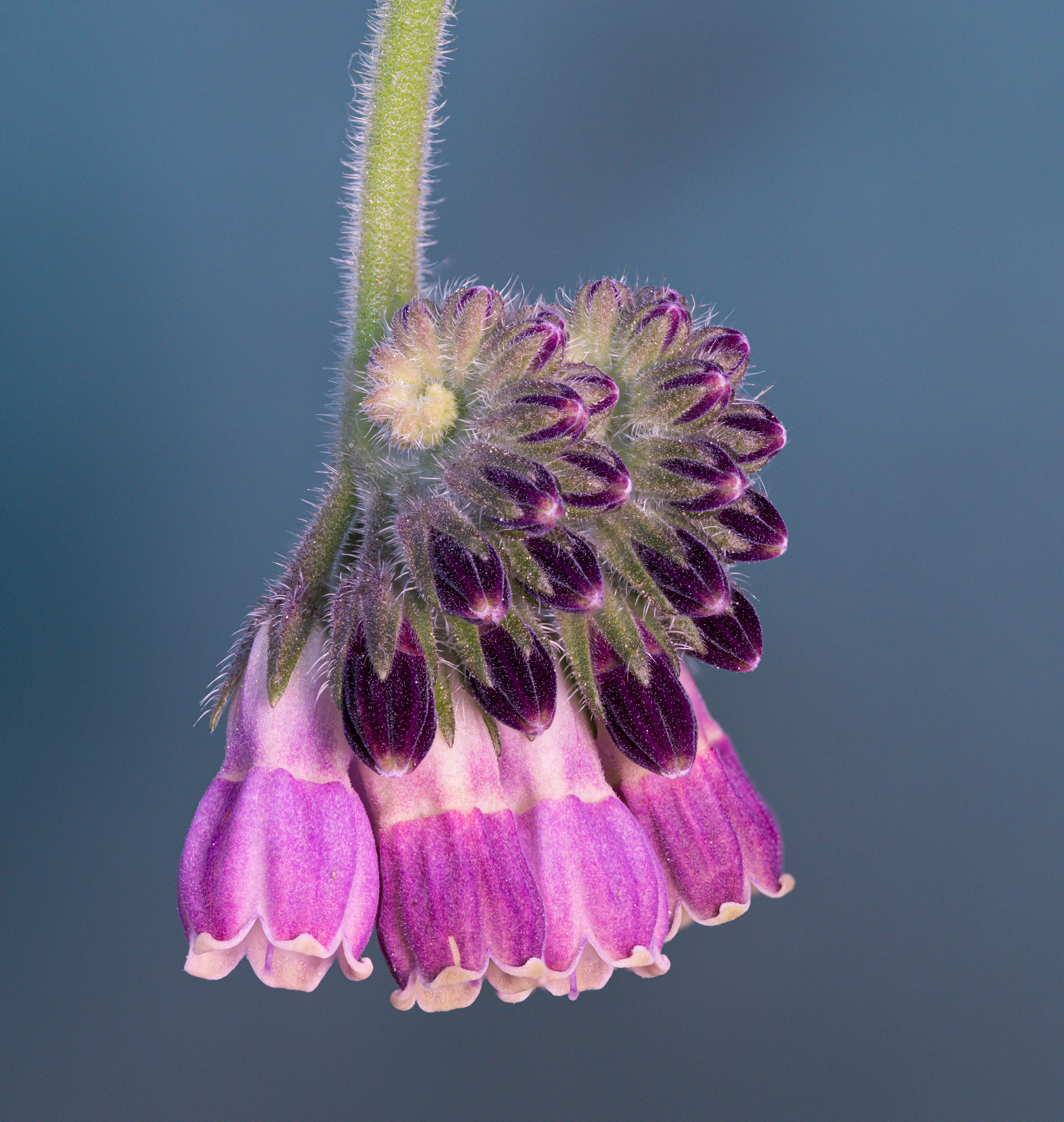
Завиток  Symphytum officinale